# Rosguill
Rosguill (iriska: Ros Goill) är en halvö i republiken Irland.   Den ligger i grevskapet County Donegal och provinsen Ulster, i den norra delen av landet, 230 km nordväst om huvudstaden Dublin.